# Харикло
Харикло је у грчкој митологији било име више личности.

## Етимологија
Име Харикло би имало значење „дражестан окрет или преља“, а изведено од грчке речи kharis, klôsis.

## Митологија
- Била је нимфа са планине Пелион у Тесалији, Персова, Океанова или Аполонова кћерка и Хиронова супруга. Заједно са супругом и свекрвом Филиром, однеговала је Јасона, Ахила, Пелеја, Аристаја и Асклепија. Према Пиндару била је мајка нимфи Пелионида. У Овидијевим „Метаморфозама“, њена кћерка је била Окироја или Хипо, а други извори наводе њеног сина Кариста. За разлику од других аутора, Плутарх јој је приписивао мужа Скирона, са којим је имала кћерку Ендеиду (или је то била друга личност).[2][3]

- Такође нимфа, настањена у Теби у Беотији. Била је Аполонова кћерка и верна пратиља богиње Атене. Према Аполодору, са Спартом Еуересом је имала сина Тиресију.[1] Тиресија је код извора Хипокрене угледао Атену како се купа и од тог призора ослепео. Харикло је молила пријатељицу да му врати вид, што ова није могла, али му је заузврат подарила дуг живот, моћ прорицања и дренов штап као испомоћ у кретању.[2]

- Према Плутарху, Кихрејева кћерка, која је са Скироном имала децу Ендеиду и Алика.[4]

## Уметност
На атичком црнофигуралном диносу из 580. п. н. е., Хиронова супруга је представљена међу званицама које долазе на свадбу Пелеја и Тетиде. Насликана је како корача упоредо са Лето, на челу поворке. Овај експонат се чува у Британском музеју.